# Географија Аустралије
Аустралијски континент, површине 7.617.930 km² је део Индо-аустралијског платоа. Окружена Индијским, Јужним и Тихим океаном, Аустралија је од Азије одвојена Арафурским и Тиморским морем. Аустралијска обала дуга је 34.218 km (не рачунајући прекоморска острва), а земља поседује пространу Ексклузивну економску зону од 8.148.250 km², не рачунајући Аустралијску антарктичку територију.
Велики корални гребен, највећи те врсте на свету, налази се близу североисточне обале и простире на више од 2.000 km². Планина Огастус, која се сматра највећим монолитом на свету, налази се у Западној Аустралији. Са 2.228 метара надморске висине, Кошћушко је највећа планина на аустралијском копну, иако је врх Мосон на удаљеној аустралијској територији Острво Хирд висок 2.527 метара.
Највећи део Аустралије чине пустиње или полусушне области. Аустралија је најравнији континент са најстаријим и најнеплоднијим земљиштем, а уједно је и насувљи насељени континент. Умерена клима простире се само на југоистоку и југозападу земље, где живи и најећи број становника. Пејзаж севера, са тропском климом, обухвата тропске шуме, шумовите области, травнате површине, мангрове мочваре и пустиње. На климу значајно утичу океанске струје, укључујући и Ел Нињо - јужно колебање, што утиче на периодичне суше и сезонски систем ниског ваздушног притиска, који ствара циклоне у северној Аустралији.